# خيمة رمضان

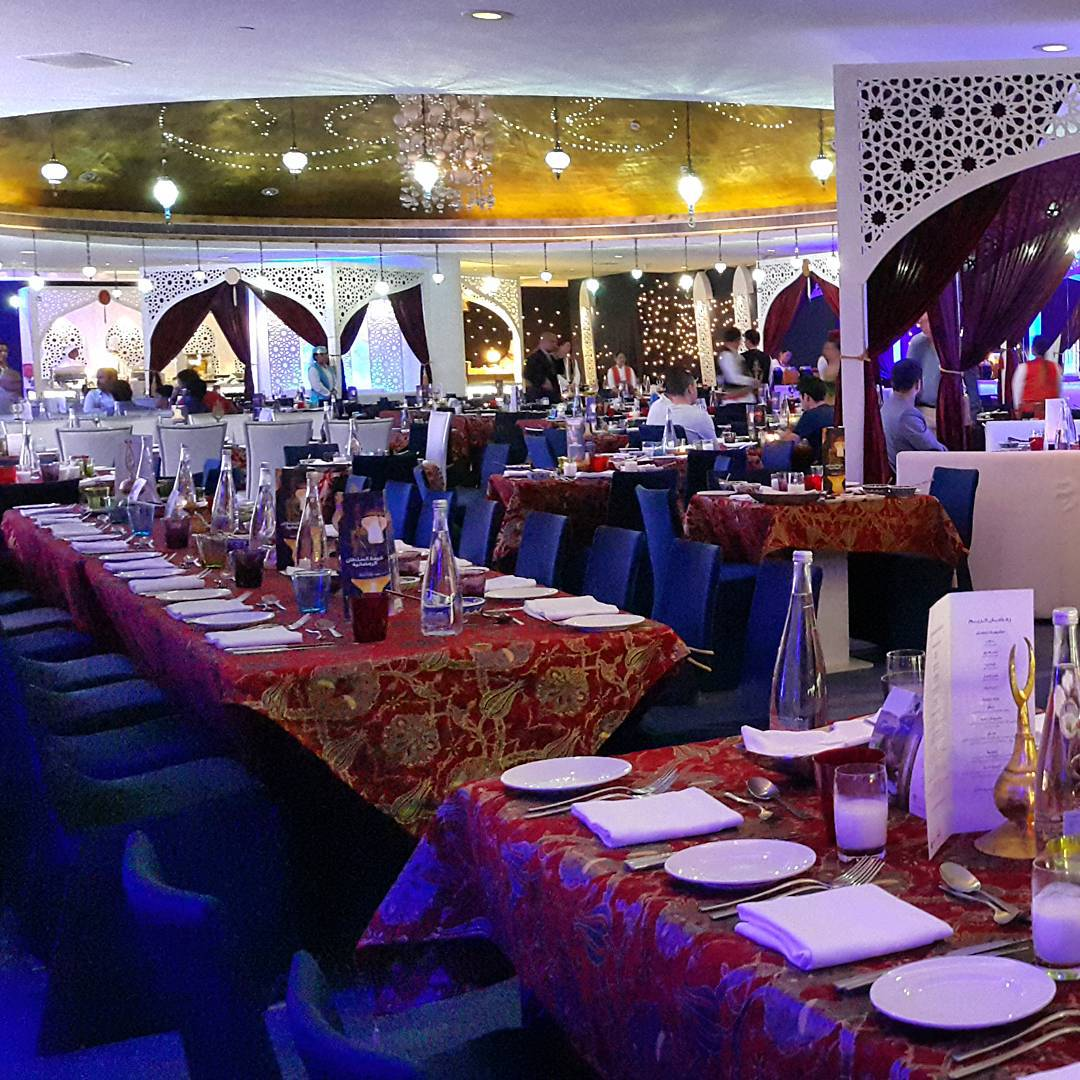
خيمة رمضانية راقية في الدوحة

الخيمة الرمضانية هي مكان يُقام للناس خلال شهر رمضان، لتناول وجبة الإفطار اليومية. الخيمة شائعة في جميع أنحاء الشرق الأوسط وشمال أفريقيا، كما يُمكن العثور عليها في أي مكان توجد فيه مجتمعات مسلمة. توفر الخيام الرمضانية مكانًا للقاء الأصدقاء والعائلة بعد الإفطار اليومي عند غروب الشمس. يتجمع الناس هناك لتناول الإفطار وشرب الشاي. تعتبر الخيام الرمضانية تقليديًّا ذا علاقة بالعائلة أو الحي في الشرق الأوسط. وهنا وصف صحفي أردني لخيمة رمضانية نموذجية في عام 2008:
في السنوات الأخيرة، بدأت المطاعم والفنادق بتشغيل الخيام الرمضانية لجذب العملاء. أقامَت معظم الفنادق الفخمة (4 أو 5 نجوم) في الأردن والإمارات ودول أخرى خيامًا رمضانيةً. عادةً ما تتقاضى هذه الخيام الرمضانية الهادفة للربح رسوم دخول من 10 دولارات إلى 15 دولارً، على الرغم من أن الخيام الأغلى ثمنًا في الفنادق الجميلة ستكلف 36 دولارًا أو أكثر. غالبًا ما تحتوي الخيام الرمضانية الراقية أيضًا على الموسيقى أو غيرها من وسائل الترفيه. دفعَت الطبيعة التجارية والمادية لهذه الخيام الرمضانية الكثيرين في الشرق الأوسط إلى انتقادها لتخفيض تكلفة العطلة وخاصة بسبب ربط استغلالها المادي من الشركات بالأخلاق. ومع ذلك، فإن البعض لا يُشارك هذا الرأي السلبي عن الخيام الرمضانية. يكتب الصحفي الأردني المذكور أنه:66:

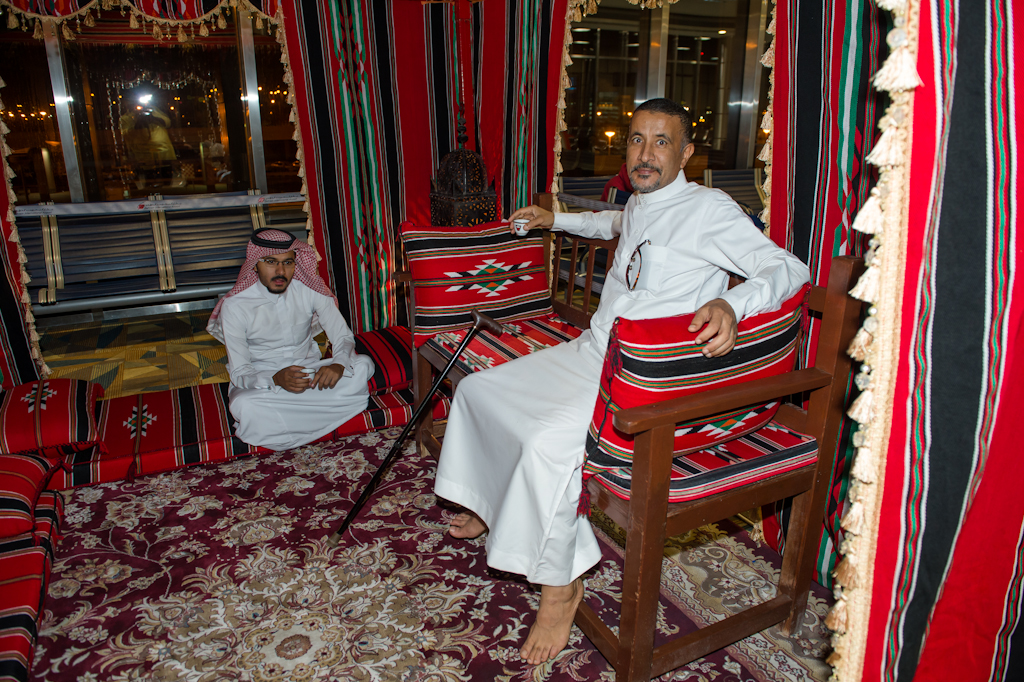
خيمة رمضانية صغيرة داخل مطار البحرين الدولي

على عكس هذه المادية، تستضيف بعض المنظمات الخيرية والأفراد خيامًا رمضانيةً مجانيةً مفتوحةً للغرباء، وخاصةً الفقراء الذين لا يستطيعون تكلفة الذهاب إليها لتناول الإفطار. هذه الخيام الرمضانية الخيرية هي أندر من الخيام التجارية الفخمة، على الرغم من أنها يمكن العثور عليها في البلدان ذات السكان المسلمين في جميع أنحاء العالم. تستضيف إحدى هذه المنظمات مشروع الخيمة الرمضانية (RTP)، إفطارًا مجانيًّا في خيام رمضانية مفتوحة خدمت أكثر من 50000 شخص في أربع قارات. تم تشغيل هذه الخيام الرمضانية المفتوحة منذ تأسيس مشروع الخيمة الرمضانية (RTP) في عام 2011 من قبل طالب دراسات عليا في مدرسة الدراسات الشرقية والإفريقية في لندن. مآدب الإفطار المفتوحة في مشروع الخيمة الرمضانية (RTP) مفتوحة للأشخاص من جميع الأديان.

## التاريخ
تُعتَبر الخيام الرمضانية من التقاليد الحديثة نسبيًّا، ولا تعود إلى أصول العطلة. يُعتقَد أن أصل الخيام الرمضانية تعود إلى «الصاردك» المصرية، وهي خيام نصبت في القاهرة للناس لتقديم التعازي. ومع مرور الوقت، بدأت المنظمات والتجار في استخدام الصاردك لأسباب أخرى. حيث أصبحت أماكن لتوفير الطعام والمأوى للمحتاجين، خاصةً خلال أشهر الشتاء. كان هذا بمثابة بداية انتقالها إلى الخيمة الرمضانية المعروفة اليوم. سرعان ما اندمج الصرادك مع تقاليد الضيافة العربية السابقة ووجبات الإفطار الفخمة لإنشاء خيمة رمضان الحديثة. ومع ذلك، لم تنتشر الخيام الرمضانية إلا في بلاد الشام بعد انتهاء الحرب الأهلية اللبنانية في عام 1990، عندما قدَّمَها رجل أعمال بارز من عائلة طبارة إلى لبنان. لأن الخيام الرمضانية من التقاليد الحديثة، فهي تُعتبر لدى المتدينين السنة بدعةً.